# Бэш, Дана
Дана Рут Бэш (англ. Dana Bash; урожденная Шварц; род. 15 июня 1971, Манхэттен, Нью-Йорк) — американская журналистка, телеведущая и главный политический корреспондент CNN.

## Ранний период жизни и образование
Родилась в боро Манхэттен города Нью-Йорк, в семье Фрэнсис (урожденная Вайнман) Шварц, автора и преподавателя иудаики, и Стюарта Шварца, продюсера ABC News, который работал старшим продюсером передачи Good Morning America. Она выросла в Вашингтоне и Нью-Джерси. Бэш училась в средней школе Pascack Hills в боро Монтвейл штата Нью-Джерси. С отличием окончила Университет Джорджа Вашингтона со степенью бакалавра политических коммуникаций. Во время учёбы в колледже она стажировалась на NBC, CBS и CNN. 12 мая 2018 года Бэш получила почётную степень доктора гуманитарных наук Университета Франклина Пирса в тауне Риндж штата Нью-Гэмпшир.

## Карьера
После колледжа Бэш присоединилась к CNN в качестве продюсера их программ выходного дня, таких как Late Edition, Evans & Novak и Inside Politics (позже время от времени появляясь в эфире в отсутствие постоянного ведущего Джона Кинга). Позже она начала работать над программами, специализирующимися на освещении Сената США, где она в конечном итоге стала главным корреспондентом CNN в Конгрессе. В 2021 году Бэш присоединилась к Джейку Тапперу, став соведущей воскресного утреннего шоу CNN State of The Union .
Бэш была одной из женщин, отмеченных журналом Elle в 2014 году на мероприятии «Женщины в списке власти Вашингтона».
Бэш была ведущей президентских дебатов Демократической партии 2019 года. После первых президентских дебатов в США в 2020 году между Джо Байденом и Дональдом Трампом Бэш назвала это событие «дерьмовым шоу».

## Личная жизнь

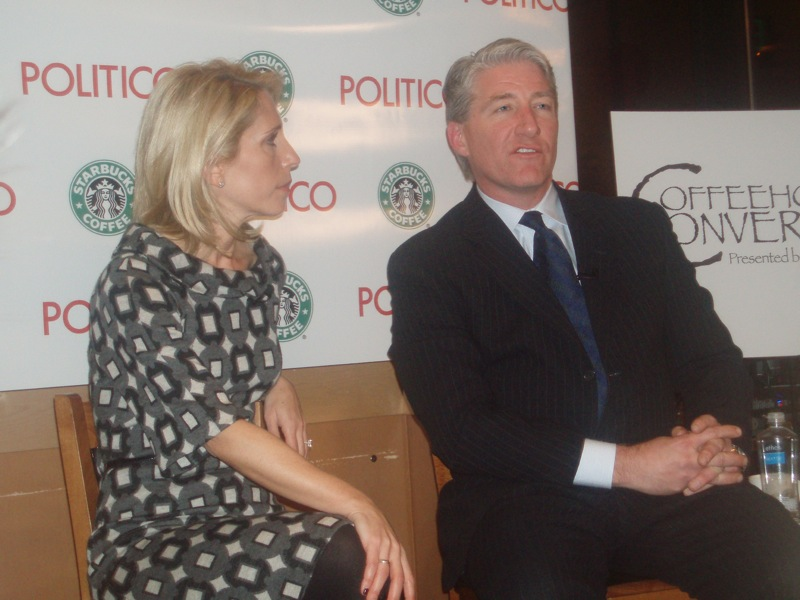
Бэш и Кинг в 2009 году

С 1998 по 2007 год Бэш была замужем за Джереми Бэшем, который стал начальником штаба ЦРУ и начальником штаба Министерства обороны при президенте Бараке Обаме. В 2008 году она вышла замуж за Кинга. Бэш родила сына в 2011 году; она и Кинг развелись в 2012 году.
В 2011 году она ушла с поста попечителя организации Jewish Women International из-за давления, вызванного её прочойс позицией.